# Börtön a pokolban
A Börtön a pokolban (Furnace) 2007-ben bemutatott amerikai horrorfilm, melyet William Butler irt és rendezett. A főszerepekben Michael Paré, Tom Sizemore, valamint a színész-rapper Ja Rule, és a rendszerint rosszfiú karaktereket megformáló Danny Trejo látható. 2008. február 12-én jelent meg DVD formátumban.

## Történet
Michael Turner nyomozó véres gyilkosságsorozat felderítésére érkezik a hírhedt Eastern State Penitentiary fegyház falai közé, ahol szokatlan halálesetekről, gyakori öngyilkosságokról és halálon túli lényekről suttognak. A sokat látott, rutinos nyomozó számára is nehezebb munkának bizonyul ezen eset, azonban a furcsa események ellenére sem riad vissza. A börtönben a számos veszélyes bűnöző mellett egy kísérteties, titokzatos erő is fenyeget. Az események haladtával a hullák száma is rohamosan növekszik. Turner nyomozó hamar rájön, hogy az ügy felderítésére a válaszokat a börtön múltjában kell keresni. Miközben a rabok az életükért harcolnak, a nyomozó mindent megtesz, hogy megtörje a halálos átkot.

## Kritikai fogadtatás
- A Rotten Tomatoes kritikagyűjtő esetében a film 318 értékelési kritérium alapján 29%-os minősítést kapott.[2]
- Az IMDb filmadatbázison 3.9 ponton állt 2019 márciusában.[3]

## Háttér-információ
A filmet a régi Tennessee állam börtönében forgatták le 2006. februárban, ahol sem áram sem fűtés nem volt.

## Videón
A Börtön a pokolban Magyarországon szinkronizálva DVD-n jelent meg a Fórum Home Entertainment Hungary Kft. forgalmazásában 2008-ban.